# Plebejus segustericus
Plebejus segustericus är en fjärilsart som beskrevs av Félix Dujardin 1968. Plebejus segustericus ingår i släktet Plebejus och familjen juvelvingar. Inga underarter finns listade i Catalogue of Life.